# Izzeldin Abuelaish
Izzeldin Abuelaish est un médecin-obstétricien palestinien né dans la bande de Gaza en 1955. Il prône la réconciliation entre Israël et la Palestine.

## Biographie
Izzeldin Abuelaish est né dans la bande de Gaza dans le camp de réfugiés de Jabaliya en 1955. Il est spécialiste des problèmes d'infertilité et, également, de politique de santé. Néanmoins, sa renommée tient d'abord à ses convictions pacifistes pour le rapprochement  d'Israël et de la Palestine afin de conjurer la dynamique de haine et de violence, convictions qui ont perduré malgré la mort de trois de ses filles et de sa nièce, victimes de bombardements israéliens le 16 janvier 2009 (opération Plomb durci).
Avec sa famille, ils sont réfugiés au Canada, où ils obtiennent la nationalité canadienne le 10 décembre 2015. Il intente une action en justice contre l’État hébreu pour faire reconnaître la responsabilité de l’armée israélienne dans la mort de ses filles et de sa nièce et d'en obtenir réparation. Mais la Cour suprême israélienne, dans un arrêt du 24 novembre 2021, juge que la mort des enfants provenait d'un « acte de guerre » et que les autorités bénéficiaient d'une « immunité » et le déboute donc de sa demande.
Pour son action en faveur du rapprochement entre Palestiniens et Israéliens, il est nommé cinq fois pour le prix Nobel de la paix.

## Publications
- Je ne haïrai point : Un médecin de Gaza sur les chemins de la paix [« I shall not hate: a Gaza doctor's journey on the road to peace and human dignity »] (trad. de l'anglais, préf. Marek Glezerman), Paris, Éditions Robert Laffont, 2011 (1re éd. 2010), 324 p. (ISBN 978-2-221-12285-3)

## Au théâtre
En 2021 Denis Laujol adapte le livre au théâtre de Poche à Bruxelles, avec Déborah Rouach et Olivier Wiame.

## Au cinéma
En avril 2025 sort Un médecin pour la paix, film engagé de Tal Barda, réalisatrice pacifiste vivant en Israël. Il est inspiré du livre Je ne haïrai point, écrit par le médecin palestinien, et retrace son parcours,.

## Honneurs et récompenses
- Prix de l'Institut du Moyen-Orient (en) (Washington D.C.) 2009[10],[11].

- Prix P&V de la citoyenneté 2012, reçu à Bruxelles[12].